# Rito peloritano
La locuzione rito peloritano viene utilizzata nel gergo giornalistico per identificare una commistione di interessi e di intenti tra potere legale (magistratura, politica ed altre istituzioni statali) ed illegale (Cosa nostra e 'Ndrangheta), che ufficialmente dovrebbero essere in contrasto tra loro, ma che nella realtà dei fatti collaborano per il raggiungimento di un determinato scopo o semplicemente per il mantenimento dello status quo e del loro potere, instaurando in un dato territorio una "zona franca" rispetto all'autorità dello Stato.
Essa deriverebbe il suo nome dai monti Peloritani, rilievi montuosi posti alle spalle della città di Messina, città dov'è nato il termine, che divenne di dominio pubblico grazie all'inchiesta aperta dalla Commissione parlamentare antimafia nel 1998.

## Storia

### Le prime inchieste
Nonostante Messina fosse stata definita “provincia babba” (in dialetto siciliano innocua, cioè immune al fenomeno mafioso), l'esistenza della criminalità organizzata messinese (battezzata giornalisticamente «camorra peloritana» per via dei suoi legami con la camorra napoletana e la 'Ndrangheta) venne alla luce nel 1986 grazie al Maxiprocesso di Messina con 283 imputati, i quali però furono quasi tutti assolti dal reato di associazione mafiosa.
Nei primi anni novanta, le operazioni "Peloritana 1", "Peloritana 2" e "Mare Nostrum" condotte dai magistrati Giovanni Lembo e Marcello Mondello della DDA di Messina e basate sulle dichiarazioni dei collaboratori di giustizia Mario Marchese, Umberto Santacaterina, Luigi Sparacio, Giuseppe Chiofalo e Orlando Galati Giordano portarono a centinaia di arresti che disarticolarono la criminalità organizzata a Messina e in provincia.

### Il "verminaio Messina"
Nel 1998 esplose il "caso Messina": fu ucciso a colpi di lupara il docente universitario Matteo Bottari, primario endoscopista del Policlinico di Messina, in un agguato di chiara matrice 'ndranghetista e le indagini imboccarono subito la pista della gestione degli appalti dell'Università. Il caso provocò l'intervento della Commissione parlamentare antimafia presieduta dal senatore Ottaviano Del Turco, che arrivò in visita a Messina e, dopo tre giorni di audizioni, tirò le sue conclusioni: secondo un'espressione coniata da Nichi Vendola (vicepresidente dell'antimafia), Messina sarebbe un "verminaio" governata da un "grumo d'interessi" politico-affaristico-mafiosi che avrebbe il suo fulcro nell'Università diretta dal rettore Diego Cuzzocrea, la quale gestisce appalti dal valore di 250 miliardi di lire; secondo la relazione della Commissione, gli interessi intorno all'Università non furono toccati grazie alle inchieste insabbiate dal Procuratore capo Antonio Zumbo e dal pm Angelo Giorgianni (poi diventato sottosegretario agli Interni del Governo Prodi), accusato anche di legami con il discusso imprenditore Domenico Mollica (accusato dal collaboratore di giustizia Angelo Siino di essere stato il referente messinese di Cosa nostra per gli appalti, poi assolto). La Commissione raccolse anche la denuncia dell'avvocato Ugo Colonna, il quale accusò i magistrati Giorgianni e Giovanni Lembo di concedere "favori" al collaboratore di giustizia Luigi Sparacio per evitare che accusasse gli imprenditori-mafiosi Domenico Mollica, Michelangelo Alfano e Santo Sfameni.
La relazione della Commissione antimafia ebbe le sue conseguenze: il Governo Prodi dispose un'ispezione alla Procura di Messina e costrinse alle dimissioni il sottosegretario Giorgianni mentre il Procuratore Zumbo fu trasferito. Gli accertamenti svolti successivamente nelle competenti sedi giudiziarie, sia il procedimento disciplinare innanzi al Consiglio Superiore della Magistratura mostrarono l'infondatezza dei rilievi mossi a Giorgianni.
Nel 2000 furono arrestati i giudici Giovanni Lembo e Marcello Mondello con l'accusa di aver concesso un trattamento di favore all'ex boss Sparacio (il quale, nonostante la sua collaborazione, avrebbe continuato a delinquere), così da tener fuori dalle sue dichiarazioni Michelangelo Alfano e Santo Sfameni, ai quali i due magistrati erano legati da rapporti d'amicizia. L'iter processuale nei confronti dei giudici Lembo e Mondello e dell'ex collaboratore Sparacio si trascinò per circa vent'anni e si concluse nel 2017, quando la Corte d’appello di Catania dichiarò le accuse prescritte.